# Sybrinus sudanicus
Sybrinus sudanicus là một loài bọ cánh cứng trong họ Cerambycidae.